# صبحی بروجردی
صبحی بروجردی (زاده بروجرد) از جمله شاعرانی بود که به شبه قاره هند مسافرت کرد و چندین سال در آنجا زندگی کرد.

## زندگی‌نامه
صبحی بروجردی در قرن دهم هجری در شهر بروجرد زاده شد، او از شاعران معاصر شاه عباس دوم بود. پس از تحصیلات مقدماتی در سال ۱۰۲۰هجری قمری از ایران به هندوستان رفت و در آنجا به ظفرخان، پسر زین خان کوکه، از امرا اکبر و جهانگیرشاه پیوست. صبحی طبعی مستقیم و ذهنی سلیم داشت و در سرودن شعر توانا بوده‌است. نمونه اشعار وی در تذکرهٔ «عرفات العاشقین» نقل شده‌است.
«محمدمظفرحسین صبا» در تذکره روز می‌گوید:
«صبحی یزدجردی در سلطنت جهانگیر شاه به هند رسید و زر وافر اندوخته، به وطن برگشت».
مؤلف تاریخ تذکره‌های فارسی می‌نویسد:
«لچهمی نراین شفیق اورنگ آبادی در کتاب شام غریبان که در سال ۱۱۹۷ هجری قمری منتشر شده و از نامهای ۴۸۰ شاعر فارسی‌زبان که به هندوستان رفته‌اند، در صفحه۱۳۱ نامی هم از صبحی بروجردی یاد کرده‌است».
مؤلف «ریاض العارفین» در مورد صبحی می‌نویسد:
صبحی بروجردی که از ملازمان مهابت خان بوده‌است».

## از اشعار او
محبت کام بخش است ارنه کی گردون بی فرمان
به مصر آرد ز یکسو یوسف و یکسو زلیخا را
سحاب از گریه فارغ گشت صبحی خیز تا با تو
به آب دیده گرد از رخ بشویم کوه و صحرا را
ز سیر گلشنت آگه نبودم لیک از هر سو
هجوم بلبلان را دیدم و سوی چمن رفتم
نه قاصد نامه‌ای آورد، نی باد صبا بویی
چرا صبحی چنین از یاد یاران چمن رفتم